# Contenedor de armamento

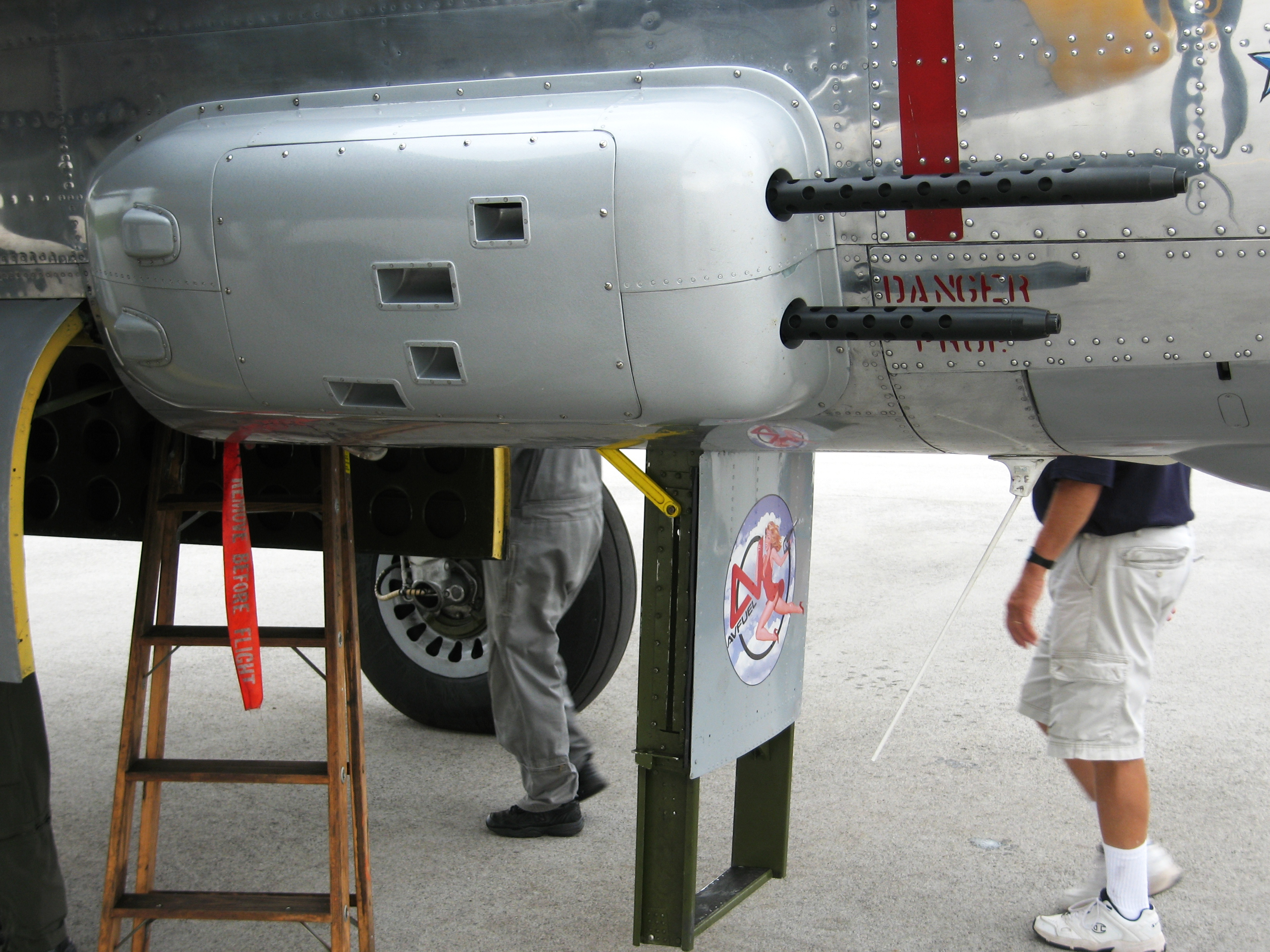
Uno de los primeros intentos estadounidenses de contenedor de armamento fue el contenedor "ampolla" con ametralladoras de 12,7 mm, instalado en el North American B-25 Mitchell.

El contenedor de armamento es un paquete o contenedor que lleva ametralladoras o cañones automáticos y sus municiones, montado en el exterior de una aeronave militar que puede tener sus propias armas o no.

## Descripción
Por lo general, un contenedor de armamento lleva una o más armas, sus municiones y, si es necesario, una fuente de energía. Los cañones accionados mediante electricidad, tales como el M61 Vulcan, pueden ser alimentados desde el sistema eléctrico del avión o mediante una turbina de aire de impacto.
Los contenedores de armamento incrementan la potencia de fuego de un avión sin ocupar espacio en su interior. Cuando no se necesitan para una misión específica, pueden desmontarse para ahorrar peso. En algunos aviones aíslan delicados componentes internos, tales como el radar, del retroceso de las armas y sus gases, permitiéndoles a los aviones de reacción montar armas lejos de las tomas de aire de los motores, reduciendo los problemas de admisión de gases del disparo, que pueden causar su detención.
Cuando son diseñados para montarse en un punto de anclaje de un típico avión de la posguerra de la Segunda Guerra Mundial, los contenedores de armamento son menos precisos que el armamento fijo, o aquellos contenedores de armamento que se montan directamente a las superficies de las alas o el fuselaje, debido a que el punto de anclaje es necesariamente menos rígido, por lo que el retroceso del arma produce más desviación. Este problema es particularmente agudo con cañones automáticos potentes, como el GAU-13 en el contenedor GPU-5. Tanto los contenedores de armamento montados en puntos de anclaje como los montados en superficies pueden producir una sustancial resistencia aerodinámica en aviones veloces como los cazas.
Los contenedores de armamento son usualmente montados en helicópteros militares, siendo con frecuencia instalados en aviones ligeros para operaciones de contrainsurgencia. Algunas Fuerzas Aéreas emplean contenedores de armamento con sus cazabombarderos para ametrallamiento. Desde la Guerra de Vietnam, la política de la Fuerza Aérea de los Estados Unidos ha sido que no se justifica económicamente el uso de costosos aviones para ametrallamieto, pero la Unión Soviética y después Rusia, siguieron apoyando el ametrallamiento y continuaron desarrollando sistemas para tal fin. La experiencia soviética en Afganistán en la década de 1980, llevó a una inusual innovación con la serie de contenedores de armamento SPPU, cuyas armas podían inclinarse y/o rotar, permitiéndoles seguir disparando a un blanco fijo mientras el avión pasaba sobre éste. Las lecciones aprendidas durante la Guerra de Vietnam mostraron la efectividad de los cañones automáticos. Los costosos cazas de reacción de aquel entonces, como el F-4, ni siquiera tenían un cañón automático montado a bordo. Se pensaba que los misiles eran superiores - en especial aquellos guiados por radar - pero tuvieron un pobre desempeño de rastreo en combate. Los ingenieros y pilotos idearon rápidamente una solución al instalar cañones rotativos dentro de un tanque de combustible extra con aberturas recortadas, creando un contenedor de armamento improvisado y adecuado para atacar blancos en tierra.[cita requerida]

## Segunda Guerra Mundial

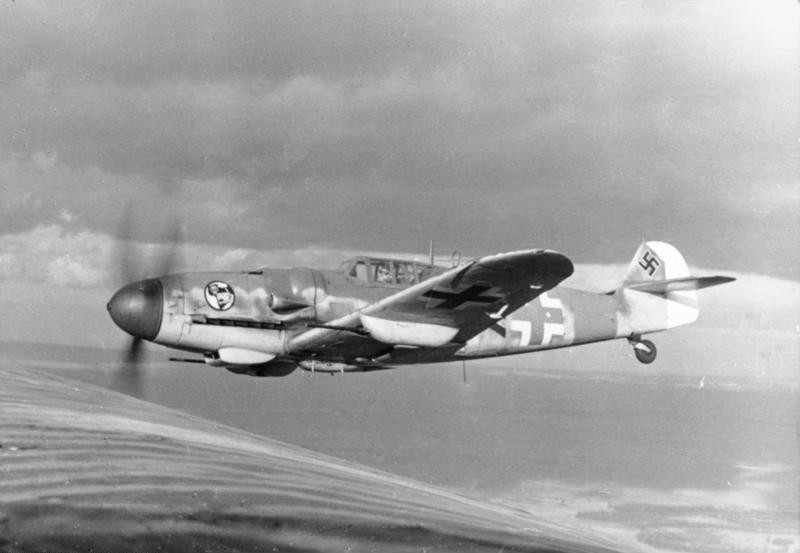
Un Me 109G del JG 27 de la Luftwaffe durante la Defensa del Reich, armado con dos cañones MG 151/20 en contenedores subalares.

En la Segunda Guerra Mundial, la Luftwaffe empleó diversos sistemas de contenedores de armamento, usualmente llamados Waffenbehälter (WB, literalmente contenedor de armamento) o Waffenträger (WT, literalmente transportador de armamento), que contenían desde ametralladoras MG 81 de 7,92 mm hasta los enormes Bordkanone basados en cañones antitanque, con calibres que iban desde 37 mm hasta 75 mm, aunque los usuales contenedores subalares montados en los cazas monoplaza Me 109 y Fw 190 llevaban el cañón automático MG 151/20 o MK 108.
Otros países también emplearon contenedores de armamento en sus aviones. El SBD Dauntless de la Armada de los Estados Unidos podía ser equipado con dos contenedores subalares en cada ala, cada uno llevando dos ametralladoras Browning M2.
El Bristol Blenheim Mk.1F de la RAF era una conversión a caza nocturno del bombardero ligero bimotor, equipado con un radar de intercepción aéreo y armado con cuatro ametralladoras Browning M1919 de 7,70 mm en un contenedor montado bajo el fuselaje. El Mk.IVF era una versión de caza de largo alcance, armado con el mismo contenedor.

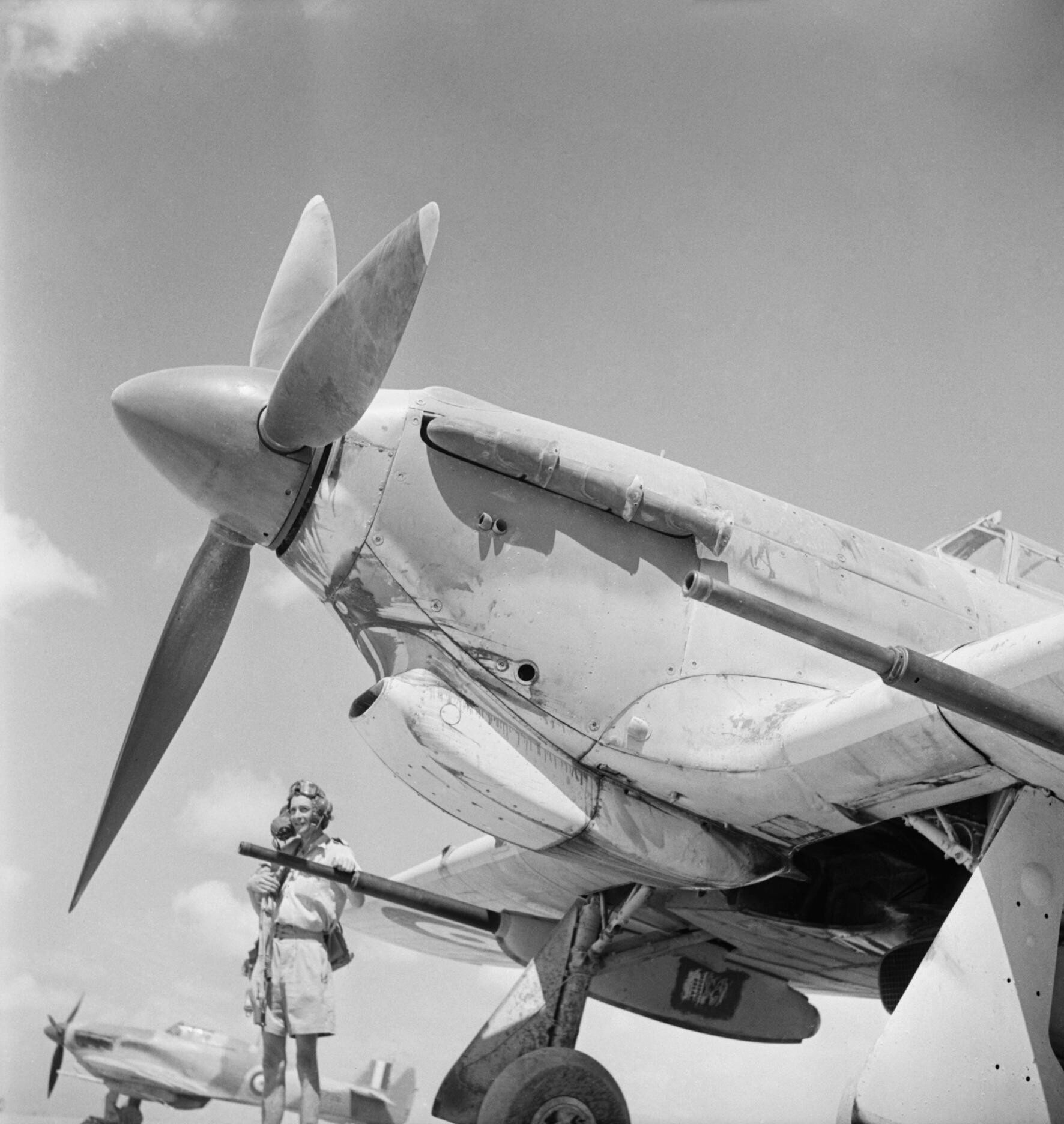
Un Hurricane Mark IID del Escuadrón 6 en Shandur, Egipto (1942).

El Hawker Hurricane Mk.IID de la RAF de 1942, fue un primigenio y muy exitoso ejemplo de avión antitanque de la Campaña del norte de África armado con dos cañones automáticos Vickers S de 40 mm y 15 proyectiles cada uno, montados dentro de un contenedor tipo góndola debajo de cada ala.    

## Contenedores de armamento actuales

### Estados Unidos
GPU-2/A: Contenedor con un cañón rotativo M197.
GPU-5/A: Contenedor con un cañón rotativo GAU-13/A.
M18/SUU-11/A: Contenedor con una ametralladora rotativa M134/GAU-2/A.
M12/SUU-16/A: Contenedor con un cañón rotativo M61A1.
M25/SUU-23/A: Contenedor con un cañón rotativo GAU-4/A.

### Unión Soviética/Rusia
Contenedor de armamento GUV-8700 (9A624) 2x GShG 7,62 mm (9A622) y 1x Yak-B 12,7 mm (9A624)
Contenedor de armamento GUV-8700 (9A669), similar al de arriba, con 1x 9A800 (versión del lanzagranadas automático AGS-17 de 30 mm) en su interior.
Contenedor de armamento UPK-23-250, con un cañón automático doble GSh-23L de 23 mm.
Contenedor de armamento inclinable SPPU-22, con un cañón automático doble GSh-23L de 23 mm.
Contenedor de armamento totalmente móvil SPPU-6, con un cañón rotativo GSh-6-23 de 6 cañones de 23 mm. 
Contenedor de armamento inclinable SPPU-687 (9A-4273), con un cañón automático GSh-301 de alta velocidad y 30 mm (prototipo).

### Francia
CC420:  Contenedor con un cañón DEFA 552, 552A, 553, o 554 de 30 mm.
CC422: Contenedor corto con un cañón DEFA 553 de 30 mm.
CC630: Contenedor con dos cañones DEFA 554 de 30 mm.

## En ficción
Los contenedores de armamento son parte integral de varias franquicias de ciencia ficción, especialmente en las series anime de mecha. 
- En la serie Macross, muchos vehículos transformables tienen contenedores de armamento que se desmontan y pueden ser llevados en las manos robóticas del mecha. Tales contenedores pueden parecerse a fusiles de asalto gigantes.

- En el videojuego Einhänder, el caza del jugador está equipado con un brazo manipulador capaz de recoger contenedores de armamento de los enemigos destruidos.
- También en el videojuego War Thunder, varias aeronaves pueden llevar contenedores de armamento.
- Así mismo en el videojuego multijugador masivo PlanetSide 2, algunas aeronaves pueden llevar contenedores de armamento, en especial de cohetes.